# 김상 (광록훈)
김상(金賞, 기원전 94년? ~ 기원전 42년) 또는 김홍(金弘)은 전한 후기의 관료이다. 거기장군 김일제의 아들로, 아내는 대장군 곽광의 딸이었다.

## 생애
봉거도위(奉車都尉)를 지냈고, 김일제의 뒤를 이어 투후(秺侯)에 봉해졌다. 선제 때 곽씨 가문에 나쁜 조짐이 보이자 먼저 글을 올려 아내와 이혼하여 관계를 끊었다. 덕분에 곽씨 일가가 모반죄로 주살되었을 때 김상은 연좌되지 않았다.
이후 태복이 되었고, 원제 때 광록훈이 되었다가 1년만에 죽었다. 시호를 절이라 하였고, 아들이 없어 봉국은 폐지되었다.

## 출전
- 반고, 《한서》 권17 경무소선원성공신표·권68 곽광김일제전